# Квант милосердя
«Квант милосердя» (англ. Quantum of Solace) — шпигунський трилер 2008 року, 22-й фільм про англійського суперагента Джеймса Бонда. В основу сюжету покладено твори Яна Флемінга.

## Сюжет
Після зради Веспер агент 007 бореться з бажанням перетворити своє останнє завдання на особисту вендету. У пошуках істини, Бонд зі своїм керівником М, допитують Містера Уайта, від якого дізнаються, що Організація, котра шантажувала Веспер, набагато складніша і небезпечніша, ніж можна було подумати.
Судмедексперти МІ6 встановлюють зв'язок Веспер з анонімним банківським рахунком на Гаїті. Там Бонд випадково знайомиться з бойовою дівчиною Каміллою, яка теж жадає помсти. Через Каміллу Бонд виходить на Домініка Гріна, жорстокого бізнесмена і не останню людину в Організації.
Побувавши в Австрії, Італії і Південній Америці, Бонд дізнається про змову Гріна і болівійського генерала Медрано з метою встановлення контролю над запасами води. Використовуючи можливості Організації і вірних йому людей в ЦРУ і британській розвідці, Грін обіцяє генералові повалити існуючий режим у Болівії в обмін на, здавалося б, пустельну ділянку землі.
Бонд вдається до допомоги старих друзів, щоб встановити істину. Чим ближче справа до встановлення особи людини, яка штовхнула Веспер на зраду, тим складніше Бонду бути на крок попереду ЦРУ, терористів і навіть М, щоб розкрити лиходійський план Гріна і зупинити його Організацію.

## У ролях
- Деніел Крейг — Джеймс Бонд
- Матьє Амальрік — Домінік Грін, головний лиходій фільму, що прикривається під виглядом «хорошого хлопця, який працює в галузі екології, рослин, дерев і вкладає добродійні засоби в науку про довкілля».
- Ольга Куриленко — Каміла.
- Джемма Артертон — Строберрі Філдс, агент MI6 що працює консулом у болівійському посольстві. Джемму вибрали на роль із 1500 кандидаток[джерело?].
- Джуді Денч — М, керівник британської секретної служби MI6, начальник Бонда.
- Джеффрі Райт — Фелікс Лейтер, союзник Бонда з Центрального Розвідувального Управління, що допомагав у казино Рояль. Це другий раз, коли роль Фелікса Лайтера виконує один і той же актор двічі підряд.
- Джеспер Крістенсен — Містер Уайт, працівник таємної організації, що вкрав виграні гроші Бонда в казино Рояль.
- Девід Гарбор — Грегг Бім, керівник відділу ЦРУ в Південній Америці
- Джанкарло Джанніні — Рене Матіс, французький подвійний агент, що допомагав Бонду в Чорногорії розкривати Ле Шифра, також працював на Містера Уайта.
- Хоакін Козіо — генерал Медрано, болівійський генерал, що мріє захопити владу в Болівії.

## Касові збори
Під час показу в Україні, що розпочався 6 листопада 2008 року, протягом перших вихідних фільм демонстрували на 94 екранах, що дозволило йому зібрати $1,063,396 і посісти 1 місце в кінопрокаті того тижня. Фільм залишився на першій сходинці українського кінопрокату наступного тижня, адже досі демонструвався на 94 екранах і зібрав за ті вихідні ще $419,225. Загалом фільм в кінопрокаті України пробув 10 тижнів і зібрав $2,026,217, посівши 6 місце серед найбільш касових фільмів 2008 року.

## Нове в бондіані
Героїня Ольги Куриленко — перша дівчина Бонда в історії «бондіани», що не кохалася з ним.